# Megachile morawitzi
Megachile morawitzi là một loài Hymenoptera trong họ Megachilidae. Loài này được Radoszkowski mô tả khoa học năm 1886.